# بالماها
بالماها (به انگلیسی: Balmaha) یک روستا در بریتانیا است که در استیرلینگ واقع شده‌است. بالماها ۶۰ نفر جمعیت دارد.